# Alfred Milbrat
 Alfred Milbrat (ur. 5 lutego 1893, zm. ?) – kapitan saperów Wojska Polskiego.

## Życiorys
Alfred Milbrat w 1921 zostaje oddelegowany z 75 pułku piechoty do batalionu zapasowego saperów nr 5 w Krakowie. Od 1922 do 1928 pełni służbę w 5 pułku saperów w Krakowie na różnych stanowiskach służbowych, 1925 zostaje kwatermistrzem w tymże pułku. W latach 1925–1926 uczęszcza na roczny kurs Nauk Politycznych w Polskiej Szkole Nauk Politycznych w Krakowie
W 1929 zostaje przeniesiony w stan spoczynku przewidziany do użycia w czasie wojny, pozostawał w ewidencji Powiatowej Komendy Uzupełnień w Koninie w Korpusie Oficerów Inżynierii i Saperów, w dyspozycji Dowódcy okręgu Korpusu nr VII.

## Awanse
- porucznik[1]
- kapitan – ze starszeństwem z dniem 1 czerwca 1919[7]